# Samuel Martineau de Turé
Samuel Martineau de Turé, né à Paris et mort le 24 mai 1667 au château de Gans, est un évêque français du XVIIe siècle, évêque de Bazas. 

## Éléments biographiques
Il est le fils d'un conseiller au Parlement de Paris.
Samuel Martineau est docteur de Sorbonne et chanoine de l'église Notre-Dame de Paris. Il est nommé évêque de Bazas le 23 avril 1646 et consacré le 17 juin suivant. Il établit les capucins à Casteljaloux. Samuel Martineau est supérieur des calvairiennes. Pendant son épiscopat, le roi Louis XIV passe à Bazas et admire la belle église et son intérieur remarquable par la perspective de la nef étroite et longue. En 1667, le palais épiscopal devient la proie des flammes. Il n'est pas comme son prédécesseur ami des jansénistes.